# Telmatochromis
Telmatochromis is een geslacht van straalvinnige vissen uit de familie van de cichliden (Cichlidae).

## Soorten
- Telmatochromis bifrenatus Myers, 1936
- Telmatochromis brachygnathus Hanssens & Snoeks, 2003
- Telmatochromis brichardi Louisy, 1989
- Telmatochromis dhonti (Boulenger, 1919)
- Telmatochromis temporalis Boulenger, 1898
- Telmatochromis vittatus Boulenger, 1898